# Televisiete
Televisiete est une chaîne de télévision guatémaltèque qui fut fondée en 1964 sous le nom de Televisora Independiente et a commencé à émettre le 15 décembre de cette année. Au cours des années 1960, cette chaîne a traduit en espagnol plusieurs séries américaines telles que Twilight Zone (Dimensión desconocida), entre autres. Dans les années 1970, Televisiete a été la première chaîne nationale à diffuser les émissions de l'humoriste mexicain Chespirito.
Entre les années 1980 et les années 2000, cette chaîne gagné en audimat en diffusant des vidéoclips et des matches de football.
Par la suite sont diffusés sur cette chaîne du catch et des mangas animés.
Cette société de télévision est membre de l'Organisation des Télécommunications Ibéro-Américaines (OTI).